# Liste der Naturdenkmale in Ditzingen
| Naturdenkmale | Anzahl |
| ------------- | ------ |
| FND           | 17     |
| END           | 8      |
| Gesamt        | 25     |

Die Liste der Naturdenkmale in Ditzingen nennt die verordneten Naturdenkmale (ND) der im baden-württembergischen Landkreis Ludwigsburg liegenden Stadt Ditzingen. In Ditzingen gibt es insgesamt 25 als Naturdenkmal geschützte Objekte, davon 17 flächenhafte Naturdenkmale (FND) und 8 Einzelgebilde-Naturdenkmale (END).
Stand: 30. Oktober 2016.

## Flächenhafte Naturdenkmale (FND)
| Name                                    | Bild | Kennung     | Einzelheiten | Position | Fläche Hektar | Datum        |
| --------------------------------------- | ---- | ----------- | ------------ | -------- | ------------- | ------------ |
| Baumgruppe im Gewann Weihinger Berg     | BW   | 81180110014 | Ditzingen    | ⊙        | 0,2           | 7. Juli 1989 |
| Baumhecke am Höfinger Weg               | BW   | 81180110019 | Ditzingen    | ⊙        | 0,2           | 2. Apr. 1993 |
| Ehemaliger Steinbruch am „Herdweg“      | BW   | 81180110012 | Ditzingen    | ⊙        | 0,4           | 7. Juli 1989 |
| Ehemaliger Steinbruch und Gehölzgruppen | BW   | 81180110017 | Ditzingen    | ⊙        | 0,6           | 7. Juli 1989 |
| Feldgehölz mit Magerrasen               | BW   | 81180110023 | Ditzingen    | ⊙        | 0,5           | 2. Apr. 1993 |
| Feldgehölz mit Quelle „Hundsrücken“     |      | 81180110007 | Ditzingen    | ⊙        | 0,4           | 7. Juli 1989 |
| Feldgehölz mit Tümpel „Holzheim“        |      | 81180110006 | Ditzingen    | ⊙        | 0,9           | 7. Juli 1989 |
| Feldgehölz und Magerrasen               | BW   | 81180110021 | Ditzingen    | ⊙        | 0,7           | 2. Apr. 1993 |
| Hecke im Bärental                       | BW   | 81180110015 | Ditzingen    | ⊙        | 0,1           | 7. Juli 1989 |
| Hecke und Böschung im Guldental         |      | 81180110018 | Ditzingen    | ⊙        | 0,6           | 2. Apr. 1993 |
| Hohlweg „Gerlinger Mühlweg“             | BW   | 81180110020 | Ditzingen    | ⊙        | 0,3           | 2. Apr. 1993 |
| Magerrasen und Hecke bei der Talmühle   | BW   | 81180110024 | Ditzingen    | ⊙        | 0,1           | 2. Apr. 1993 |
| Pflanzenstandort bei der Ölmühle        | BW   | 81180110013 | Ditzingen    | ⊙        | 0,4           | 2. Apr. 1993 |
| Pflanzenstandort beim Surrlesrain       | BW   | 81180110016 | Ditzingen    | ⊙        | 0,7           | 7. Juli 1989 |
| Pflanzenstandort „Surrlesrain“          | BW   | 81180110001 | Ditzingen    | ⊙        | 0,8           | 7. Juli 1989 |
| Stedebrunnen                            |      | 81180110011 | Ditzingen    | ⊙        | 0,1           | 7. Juli 1989 |
| Steinriegel, Feldgehölze und Hecken     | BW   | 81180110022 | Ditzingen    | ⊙        | 1,3           | 2. Apr. 1993 |
| Legende für Naturdenkmal                |      |             |              |          |               |              |

## Einzelgebilde (END)
| Name                       | Bild | Kennung     | Einzelheiten | Position | Fläche Hektar | Datum        |
| -------------------------- | ---- | ----------- | ------------ | -------- | ------------- | ------------ |
| Baumgruppe                 | BW   | 81180110005 | Ditzingen    | ⊙        | 0,0           | 7. Juli 1989 |
| 1 Kopfweide                |      | 81180110008 | Ditzingen    | ⊙        | 0,0           | 7. Juli 1989 |
| 1 Mostbirnbaum             |      | 81180110025 | Ditzingen    | ⊙        | 0,0           | 2. Apr. 1993 |
| 1 Sommerlinde              | BW   | 81180110003 | Ditzingen    | ⊙        | 0,0           | 7. Juli 1989 |
| 1 Stieleiche „Betteleiche“ |      | 81180110009 | Ditzingen    | ⊙        | 0,0           | 7. Juli 1989 |
| 1 Stieleiche               | BW   | 81180110010 | Ditzingen    | ⊙        | 0,0           | 7. Juli 1989 |
| 2 Wellingtonien            | BW   | 81180110027 | Ditzingen    | ⊙        | 0,0           | 2. Apr. 1993 |
| 3 Birnbäume                | BW   | 81180110026 | Ditzingen    | ⊙        | 0,0           | 2. Apr. 1993 |
| Legende für Naturdenkmal   |      |             |              |          |               |              |